# Lehnice
Lehnice és un poble i municipi d'Eslovàquia que es troba a la regió de Trnava, a l'oest del país.

## Història
La primera menció escrita de la vila es remunta al 1239.

## Demografia
| Godina             | 1994 | 2004   | 2014   | 2024    |
| ------------------ | ---- | ------ | ------ | ------- |
| Nombre de persones | 2246 | 2432   | 2576   | 3323    |
| Diferència         |      | +8,28% | +5,92% | +28,99% |

| Godina             | 2023 | 2024   |
| ------------------ | ---- | ------ |
| Nombre de persones | 3243 | 3323   |
| Diferència         |      | +2,46% |